# Juncus fontanesii
Juncus fontanesii là một loài thực vật có hoa trong họ Juncaceae. Loài này được J.Gay ex Laharpe mô tả khoa học đầu tiên năm 1825.